# Hrabstwo Robertson (Teksas)

Piramida wieku hrabstwa

Hrabstwo Robertson – rolnicze hrabstwo w USA, w stanie Teksas. Utworzone w 1837 r. Według danych szacunkowych z 2024 liczy 17,7 tys. mieszkańców. Siedzibą hrabstwa jest miasteczko Franklin, a największą miejscowością Hearne. 
Miasteczko Bremond ma historycznie silne związki z Polakami.

## Geografia
Hrabstwo Robertson ma powierzchnię 865,4 mil² (2242 km²). Z tego 9,7 mil² (25 km²), czyli 1,1% całkowitej powierzchni, stanowią wody. Charakteryzuje się falistymi wzgórzami i płaskimi terenami dolin rzecznych, typowymi dla regionu przejściowego między preriami a lasami (wys. 61–122 m.n.p.m.). Jego zachodnią granicę wyznacza rzeka Brazos, a wschodnią Navasota. Klimat jest subtropikalny wilgotny, z gorącymi latami i łagodnymi zimami. Lasy pokrywają ok. 30% powierzchni hrabstwa.

## Gospodarka
54% areałów gospodarstw zajmują pastwiska, 27% obszary uprawne i 15% to obszary leśne.
- uprawa drzewek świątecznych (9. miejsce w stanie – 2022)[4]
- hodowla brojlerów (12. miejsce), bydła, kóz i koni[4]
- przemysł mleczarski (21. miejsce)[4]
- uprawa orzechów pekan, bawełny, kukurydzy, soi i sorgo[4]
- wydobycie gazu ziemnego i ropy naftowej[5]
- produkcja siana[4]
- 27% zatrudnionych w usługach edukacyjnych i zdrowotnych[6].

## Miasta
- Bremond
- Calvert
- Franklin
- Hearne

## Sąsiednie hrabstwa
- Hrabstwo Limestone (północ)
- Hrabstwo Leon (północny wschód)
- Hrabstwo Brazos (południowy wschód)
- Hrabstwo Burleson (południe)
- Hrabstwo Milam (południowy zachód)
- Hrabstwo Falls (północny zachód)

## Demografia
Według danych pięcioletnich z 2023 roku, mieszkańcy deklarują głównie pochodzenie meksykańskie (20,7%), afroamerykańskie (20,5%), mieszane (12,6%), niemieckie (11%), angielskie (8,8%), irlandzkie (7,8%) i polskie (3,8%).